# La Passione di Cristo secondo San Marco
La Passione di Cristo secondo San Marco (en català La Passió de Crist segons Sant Marc) per a solistes, cor, orquestra i orgue, és el primer oratori compost per Lorenzo Perosi i estrenat a l'església de Sant'Ambrogio de Milà el 9 d'agost de 1897 en ocasió d'una convenció de música sacra. Hi va haver una representació prèvia de la primera part a Venècia, a principis del mes d'agost. El va dedicar al compositor Ferruccio Menegazzi, l'alpinista i musicòleg Francesco Lurani i al compositor Marco Enrico Bossi.
L'estrena va deixar una profunda impressió. Perosi fonamenta el llenguatge musical en el cant gregorià. Sempre fa ús d'una lírica senzilla i moderada, tant per a l'orquestra com per als solistes, amb les intervencions del cor que exerceixen el paper de comentaristes.
Massenet, després d'escoltar el final, es diu que va exclamar: «Lorenzo Perosi és realment el Bach italià!».

## Seccions
Aquesta composició s'articula en tres seccions, escrites en diferents períodes durant el mateix any 1897:
- I La Cena del Signore (Cap. XIV, versos 17-26)
- II L'Orazione al Monte (Cap. XIV, versos 33-43)
- III La Morte del Redentore (Cap. XV versos 25-37)

El primer, subtitulat Cantata en l'estil de Bach, va ser compost en ocasió del Tercer Congrés Eucarístic nacional, demanat pel patriarca de Venècia Giuseppe Sarto, que també va ser l'autor del text obtingut a partir de l'Evangeli segons Sant Marc, el 2 de novembre de 1896. Les dues darreres parts es van afegir en una etapa posterior. La primera i tercera, inicialment planejades com a cantates, van abandonar aquesta definició formal quan van ser fusionades i estructurades com un oratori, constituint formalment una trilogia. La dedicació diferent de cadascuna de les tres parts demostra que l'oratori no es va concebre com una única i contínua obra, sinó més aviat com una representació musical de tres moments diversos de la Passió de Jesús.

## Representacions
Després de l'estrena, entre el 2 i 5 de desembre de 1897 es va executar a Santa Maria delle Grazie de Milà en ocasió del Congresso di musica sacra.